# Sistema F
Il sistema F, anche conosciuto come lambda calcolo polimorfico o lambda calcolo di secondo ordine, è un lambda calcolo tipizzato. È stato scoperto indipendentemente dal logico Jean-Yves Girard e dall'informatico John C. Reynolds. Il sistema F formalizza la nozione di polimorfismo parametrico nei linguaggi di programmazione e pone le basi per linguaggi come Haskell, ML, e F#. Come sistema di riscrittura di termini, è fortemente normalizzante.

## Descrizione
Come il lambda calcolo è composto da variabili sulle funzioni e relativi binder, così il lambda calcolo di secondo ordine ha variabili sui tipi e relativi binder.
Ad esempio, il fatto che la funzione identità può essere di qualunque tipo della forma A→ A può essere formalizzato nel sistema F come segue:
{\displaystyle \vdash \Lambda \alpha .\lambda x^{\alpha }.x:\forall \alpha .\alpha \to \alpha }
dove α è una variabile di tipo. Il {\displaystyle \Lambda } maiuscolo è usato per indicare una funzione parametrica rispetto alla variabile di tipo α, mentre il {\displaystyle \lambda } minuscolo viene usato per indicare l'input di un termine x.
Sotto l'isomorfismo di Curry-Howard, il sistema F corrisponde a una logica proposizionale di secondo ordine.
Il sistema F può essere visto come parte del lambda cubo, insieme ad altri lambda calcoli tipati più espressivi, inclusi quelli con solo tipi dipendenti.

## Logica e predicati
Il tipo Boolean è definito come segue:
{\displaystyle \forall \alpha .\alpha \to \alpha \to \alpha }, dove α è una variabile di tipo.
Questo produce le seguenti due definizioni per i valori booleani TRUE e FALSE:
TRUE := {\displaystyle \Lambda \alpha .\lambda x^{\alpha }\lambda y^{\alpha }.x}
FALSE := {\displaystyle \Lambda \alpha .\lambda x^{\alpha }\lambda y^{\alpha }.y}
Così, con questi due λ-termini, possiamo definire alcuni operatori logici:
AND := {\displaystyle \lambda x^{Boolean}\lambda y^{Boolean}.((x(Boolean))y)FALSE}
OR := {\displaystyle \lambda x^{Boolean}\lambda y^{Boolean}.((x(Boolean))TRUE)y}
NOT := {\displaystyle \lambda x^{Boolean}.((x(Boolean))FALSE)TRUE}
Non c'è un vero bisogno di una funzione IFTHENELSE visto che si possono usare direttamente i termini grezzi di tipo booleano come funzioni di decisione. Comunque, se necessario:
IFTHENELSE := {\displaystyle \Lambda \alpha .\lambda x^{Boolean}\lambda y^{\alpha }\lambda z^{\alpha }.((x(\alpha ))y)z}
soddisfa tale necessità.
Un predicato è una funzione che ritorna un valore booleano. Uno dei predicati fondamentali è ISZERO che ritorna TRUE se e solo se il suo argomento è il numerale di Church 0:
ISZERO := λ n. n (λ x. FALSE) TRUE

## Strutture del sistema F
Il sistema F permette alle costruzioni ricorsive di essere incluse in modo naturale.
Le strutture astratte (S) sono create usando i constructors. Essi sono funzioni tipate come segue:
{\displaystyle K_{1}\rightarrow K_{2}\rightarrow \dots \rightarrow S}.
La ricorsività diventa manifesta se {\displaystyle S} stesso appare in uno dei tipi {\displaystyle K_{i}}. Se abbiamo {\displaystyle m} di questi costruttori, possiamo definire un tipo di {\displaystyle S} come segue:
{\displaystyle \forall \alpha .(K_{1}^{1}[\alpha /S]\rightarrow \dots \rightarrow \alpha )\dots \rightarrow (K_{1}^{m}[\alpha /S]\rightarrow \dots \rightarrow \alpha )\rightarrow \alpha }
Ad esempio, i numeri naturali possono essere definiti come un tipo di dato induttivo {\displaystyle N} con costruttori
{\displaystyle {\mathit {zero}}:\mathrm {N} }
{\displaystyle {\mathit {succ}}:\mathrm {N} \to \mathrm {N} }
Nel sistema F il tipo corrispondente a questa struttura è
{\displaystyle \forall \alpha .\alpha \to (\alpha \to \alpha )\to \alpha }. I termini di questo tipo costituiscono una versione tipata dei numerali di Church, i primi dei quali sono:
0 := {\displaystyle \Lambda \alpha .\lambda x^{\alpha }.\lambda f^{\alpha \to \alpha }.x}
1 := {\displaystyle \Lambda \alpha .\lambda x^{\alpha }.\lambda f^{\alpha \to \alpha }.fx}
2 := {\displaystyle \Lambda \alpha .\lambda x^{\alpha }.\lambda f^{\alpha \to \alpha }.f(fx)}
3 := {\displaystyle \Lambda \alpha .\lambda x^{\alpha }.\lambda f^{\alpha \to \alpha }.f(f(fx))}
Se si inverte l'ordine degli argomenti (cioè, {\displaystyle \forall \alpha .(\alpha \to \alpha )\to \alpha \to \alpha }), allora il numerale di Church per {\displaystyle n} è una funzione che ha una funzione f come argomento e ritorna l'{\displaystyle n}esima potenza di f. Ciò vuol dire che un numerale di Church è una funzione di ordine superiore -- che prende una funzione con un solo argomento f e ritorna un'altra funzione con un singolo argomento.